# 平沼弥太郎
平沼 弥太郎（彌太郎、ひらぬま やたろう、1892年（明治25年）6月12日 - 1985年（昭和60年）8月12日）は、日本の林業家、実業家、政治家。参議院議員（1期）、埼玉県入間郡名栗村長。

## 経歴
埼玉県秩父郡名栗村（のち入間郡名栗村、現:飯能市）で、山林地主・平沼源一郎の長男として生まれる。1912年、京華中学学校を卒業し、その後、山林業を継承した。
合資会社平沼材木店代表社員、埼玉県木材社長（戦時統制会社）、埼玉県山林会副会長、全国山林会連合会常任幹事、埼玉県森林組合連合会会長、中央林業協会理事などを務めた。
その他、実業界では、飯能銀行会長、埼玉銀行頭取、全国銀行協会理事、名栗水電社長、経済団体連合会理事などを務めた。埼玉銀行では不良債権回収、機構改革、経営刷新を進めたが、武州鉄道汚職事件に伴い、1961年、頭取を退き相談役となった。
政界では、1931年、名栗村長に就任。埼玉県会議員も務めた。1947年4月、第1回参議院議員通常選挙で埼玉県地方区から日本自由党所属で出馬して当選し、参議院議員を1期務めた。この間、参議院大蔵委員長となった。
1965年秋の叙勲で勲三等旭日中綬章受章。
1985年8月12日死去、93歳。死没日をもって正八位から正五位に叙される。
鳥居観音を開基したことでも知られる。

## 家族
- 父・平沼源一郎 - 地主
- 妹・須美子 - 東大医科卒の麹町病院院長・柳川華吉の妻。
- 妹・喜久子 - 東大工学部卒の海軍兵技中佐・上野貞亮の妻。貞亮の義弟（妹の夫）に古荘四郎彦。

- 息子・康彦 - 埼玉トヨペット社長[6]

## 著作
- 『桐江国外膝栗毛』平沼弥太郎、1977年。
- 『米寿までの歩み』平沼弥太郎、1980年。